# جيمس همفري
جيمس همفري (بالإنجليزية: James Humphrey)‏ هو محامي وسياسي أمريكي، ولد في 9 أكتوبر 1811 في فيرفيلد في الولايات المتحدة، وتوفي في 16 يونيو 1866 في بروكلين في الولايات المتحدة. حزبياً، نشط في الحزب الجمهوري. وقد انتخب عضو مجلس النواب الأمريكي.